# 하백원의 만국전도와 동국지도
하백원의 만국전도와 동국지도(河百源의 萬國全圖와 東國地圖)는 대한민국 전라남도 화순군에 있는, 조선시대 후기 실학자 하백원(1781～1845)이 그린 세계지도와 우리나라 지도. 2005년 12월 27일 전라남도의 유형문화재 제285호로 지정되었다.

## 개요
조선시대 후기 실학자 하백원(1781～1845)이 그린 세계지도와 우리나라 지도이다. 세계지도는 <태서회사리마두만국전도(泰西會士利瑪竇萬國全圖)>라는 기록이 있어 마테오리치[利瑪竇]의 지도를 저본으로 한 것으로 알려졌으나 조사 결과 중국에 온 선교사 알레니(艾儒略, Giulio Aleni, 1582-1649)가 1623년에 간행한 <직방외기(職方外紀)>에 실린 <만국전도(萬國全圖)>를 바탕으로 하여 그린 지도로 추정되며, 1821년 작품인데 국내에서 희귀한 지도이다. 동국지도는 전도와 팔도의 분도 9폭으로 1811년 그렸으며 채색이 상태나 기법도 뛰어나다. 조선후기 지도로서 제작시기와 제작자를 알 수 있어 고지도 연구사 등 역사적, 학술적, 향토사적 가치가 있다.

## 참고 문헌
- 하백원의 만국전도와 동국지도 - 국가유산청 국가유산포털